# João Sales
João Sales (født 9. juni 1986) er en brasiliansk fodboldspiller.